# Мири (область)
Мири (малайск. Miri) — одна из областей в составе малайзийского штата Саравак на острове Калимантан.

## География
Область расположена в восточной части штата, и занимает 26 777,1 км².

## Население
В 2000 году в области Мири проживало 316 400 человек. Большинство жителей области Кучинг — ибаны китайцы и малайцы, имеется также большое количество приезжих рабочих, работающих в области нефте- и газодобычи.

## Административное деление
Область Мири делится на два округа:
- Мири
- Маруди

## Экономика
В области Мири добываются нефть и природный газ